# خايرو توريس
خايرو توريس (بالإسبانية: Jairo Torres)‏ هو لاعب كرة قدم مكسيكي، ولد في 5 يوليو 2000 في غوادالاخارا في المكسيك. لعب مع نادي أطلس.

## مسيرته الكروية
لعب خايرو توريس خلال مسيرته الاحترافية مع نادِ واحدٍ في أربعة مواسم وسجل خلالها هدفين أثنين ضمن 41 مباراة. ولم يفز بأي موسم بالكأس أو بالدوري.
خاض خايرو توريس مسيرته مع نادي أطلس في موسم 2016–17 ليلعب معه أربعة مواسم، مشاركًا في 41 مباراة سجل خلالها هدفين.

## وصلات خارجية
- خايرو توريس على موقع الدوري الأمريكي (الإنجليزية)
- خايرو توريس على موقع قاعدة بيانات كرة القدم.إي يو (الإنجليزية)
- خايرو توريس على موقع ناشيونال فوتبول تيمز (الإنجليزية)
- خايرو توريس على موقع Soccerway.com (الإنجليزية)